# Список альбомов № 1 в США в 2021 году (Billboard)
Список альбомов № 1 в США в 2021 году (#1 2021 Billboard 200) включает альбомы, возглавлявшие главный хит-парад Северной Америки каждую из 52 недель 2021 года по данным старейшего музыкального журнала США Billboard (данные становятся известны заранее, так как публикуются в сети на неделю вперёд) и службы Nielsen SoundScan.
Лучшим альбомом 2021 года стал Dangerous: The Double Album, второй студийный альбом кантри-певца Моргана Уоллена, ставший первым с 1987 года диском, пробывшим первые свои 10 недель на первом месте Billboard 200 (Views Дрейка продержался лидером 13 недель в 2016 году; Dangerous также первый альбом, который продержался на № 1 первые десять недель подряд, последний раз это удалось в 1987 году диску Whitney Уитни Хьюстон, из общей суммы в 11 недель). Подсчёт с 21 ноября 2020 года до 13 ноября 2021 года. Это лишь 4-й кантри-альбом за всю историю с марта 1956 года, ставший лучшим по итогам года и первый кантри-альбом с 10 неделями лидерства. Итоговый список Year-End журнала Billboard ранее возглавляли только три кантри-альбома: Fearless (2009, Тейлор Свифт), Some Hearts (2006, Кэрри Андервуд) и Ropin’ the Wind (1992, Гарт Брукс).
В 2021 году певица Тейлор Свифт установила рекорд, став единственной среди сольных женщин-исполнительниц: сразу три её альбома возглавляли попеременно еженедельный хит-парад за один календарный год (Evermore, занявший первое место в последнюю неделю 2020 года, лидировал ещё три дополнительных недели в 2021 году; Fearless (Taylor’s Version) провел две недели на вершине в 2021 году; Red (Taylor’s Version) лидировал в течение недели). С марта 1956 года всего только у восьми исполнителей (4 группы, 3 певца и одна певица) было по три альбома № 1 за один календарный год (и один раз четыре альбома № 1 в 1967 году у группы The Monkees). The Beatles добивались этого трижды (1964, 1965, 1966). Элвис Пресли сделал это дважды (1957, 1961). Группа The Kingston Trio один раз в 1960 году, Herb Alpert & the Tijuana Brass в 1966 году, Элтон Джон в 1975 году, кантри-певец Гарт Брукс в 1998 году, концертный коллектив Glee Cast в 2010 году.

## Методика и изменения
Для подсчётов используется альбомная эквивалентная единица, включающая в себя три параметра: продажи собственно альбома, трек-эквивалентные единицы (TEA) и стриминг-эквивалентные единицы (SEA). Каждая такая единица равна продаже одного целого альбома, или 10 индивидуальным трекам проданных с него, или 3750 поддерживаемых рекламой (ad-supported) или 1250 платных/подписных (paid/subscription) по запросу (on-demand) официальных аудио- и видео-стримов песен с альбома.
C февраля 2021 года при подсчёте баллов начали учитывать стрим-потоки платформ Audiomack, Sonos Radio и Sonos Radio HD, теперь они входят в данные, которые используются в чартах Hot 100, Billboard 200, Artist 100 и Billboard Global 200, а также во всех других американских и глобальных чартах Billboard, которые включают потоковые данные.

## Общие сведения
- 3 января на первом месте американского хит-парада вторую неделю подряд (первая была ещё в декабре 2020 года) находился студийный альбом Evermore американской певицы Тейлор Свифт. Тираж составил 169 тыс. единиц, включая 102 тыс. копий альбома. Это её восьмой чарттоппер. На втором месте с тиражом в 105 тыс. единиц (включая 32 тыс. виниловых пластинок — третий показатель для всех с 1991 года) дебютировал диск McCartney III британского певца Пола Маккартни, став его 21-м появлением в лучшей десятке в США (включая Wings). Благодаря этому Маккартни стал первым музыкантом в истории, которому удалось появляться на 1-м или 2-м местах шесть последних десятилетий (8 раз в 1970-е годы, и по одному разу в '80-е, '90-е, 2000-е, '10-е и '20-е). Вместе с Брюсом Спрингстиным они единственные, кто достигал пятёрки лучших top 5, а втроём с Джеймсом Тейлором они единственные кто побывал в десятке лучших top 10 в эти шесть декад[9][10].
- 16 января на первое место со второго вернулся альбом Evermore Тейлор Свифт. Тираж составил 56 тыс. единиц, включая 16 тыс. копий альбома и 36 тыс. единиц по стримингу (вышла делюксовая версия с двумя новыми песнями). В сумме это 51-я рекордная неделя Свифт на первом месте и лучший в истории показатель среди женщин (на втором месте Уитни Хьюстон, 46 недель № 1) и четвёртое место среди всех исполнителей после The Beatles (132 недели № 1), Элвиса Пресли (67), Гарта Брукса (52); и она сравнялась с Майклом Джексоном с 51 неделей[11].
- 23 января на первом месте дебютировал двойной альбом Dangerous: The Double Album кантри-музыканта Моргана Уоллена. Тираж составил 265 тыс. эквивалентных единиц, включая 74 тыс. копий альбома (из них 50 тыс. цифровых загрузок всего альбома), 184,000 стрим-потоков SEA (что равно 240,18 млн on-demand стримов его песен, то есть аудио- плюс видеопотоки), 7000 трековых единиц TEA (покупки цифровые треков). Это второй большой студийный альбом Уоллена после If I Know Me (который был на № 13 в августе 2020 года и провёл в чарте более 110 недель и имеет тираж 1,7 млн единиц, а его песни набрали 2,4 млрд on-demand стрим-потоков) и первый чарттоппер[12]. 6 февраля альбом третью неделю находился на вершине чарта и стал первым за 9 лет диском стиля кантри, которому удалось три недели подряд быть номером один. Последний раз такое удалось альбому Red Тейлор Свифт (2012—2013, всего пять недель на № 1), а из мужчин — диску Алана Джексона Drive (2002)[13].
- 20 февраля альбом Dangerous: The Double Album кантри-музыканта Моргана Уоллена, несмотря на скандал с расовым высказыванием, пятую неделю находился на вершине чарта. Он собрал 150 тыс. эквивалентных единиц, включая 37 тыс. копий альбома (рост на 49 %), 107 тыс. стрим-потоков SEA (минус 9 %), 5000 трековых единиц TEA (-6 %). Диск стал первым за 18 лет диском стиля кантри, которому удалось 5 первых недель подряд быть номером один. Последний раз такое удалось альбому Шанайи Твейн Up! (пять первых недель № 1 с 7 декабря 2002 по 4 января 2003), а из мужчин — диску Гарта Брукса Double Live (с 5 декабря 1998 по 2 января 1999). Тейлор Свифт с альбомом Red продержалась 7 недель на № 1, но не подряд (2012—2013)[14]. 27 февраля диск лидировал шестую неделю, а последний раз такое из кантри альбомов удавалось среди мужчин Гарту Бруксу: его сборник The Hits был номером один 8 недель но не подряд в 1995 году, а его же студийный альбом The Chase возглавлял чарт 7 недель в сумме в 1992 году[15].
- 6 марта седьмую неделю подряд лидировал альбом Dangerous: The Double Album кантри-музыканта Моргана Уоллена. Он собрал 89 тыс. эквивалентных единиц, включая 7 тыс. копий альбома (минус 31 %), 80 тыс. стрим-потоков SEA (минус 1 %), 2000 трековых единиц TEA (-22 %). Диск стал первым всю 64-летнюю историю (с 1956) диском стиля кантри, которому удалось 7 первых недель подряд быть номером один и восьмым столь долго пробывшим на вершине чарта. Не менее 7 недель номером один (в сумме с повторами) были кантри-альбомы Ropin’ the Wind (18 недель № 1 в 1991-92, Гарт Брукс), Some Gave All (17 в 1992, Billy Ray Cyrus), Fearless (11 в 2008-09, Тейлор Свифт), The Hits (8 в 1995, Гарт Брукс), Hotel California (8 в 1977, Eagles), Dangerous: The Double Album (7 в 2021, Morgan Wallen), Red (7 в 2012-13, Тейлор Свифт), The Chase (7 в 1992, Гарт Брукс)[16].
- 3 апреля на первом месте дебютировал альбом Justice канадского певца Джастина Бибера, восьмой его чарттоппер. Тираж составил 154 тыс. эквивалентных единиц, включая 30 тыс. копий альбома (из них 50 тыс. цифровых загрузок всего альбома), 119,000 стрим-потоков SEA (что равно 157,02 млн on-demand стримов его песен, то есть аудио- плюс видеопотоки), 4000 трековых единиц TEA (покупки цифровые треков). Поскольку Биберу 27 лет и один месяц (27 ему исполнилось 1 марта), он также поставил рекорд чарта, так как оказался самым молодым солистом с восемью альбомами № 1. Он уже был самым молодым, кто достиг отметки в семь дисков номер один. Элвис Пресли ранее был самым молодым солистом с семью или восемью лидерами, пока его не опередил Бибер. Пресли было 26 лет и 11 месяцев, а затем 29 лет и 11 месяцев соответственно, когда саундтреки к Blue Hawaii и Roustabout возглавляли чарты в 1961 и 1965 годах соответственно. Если в этих расчетах также учесть группы, то все четыре участника The Beatles были моложе 26 лет на момент получения группой восьмого чарттоппера в 1965 году с диском Yesterday and Today[17].
- 24 апреля на первом месте дебютировал альбом Fearless (Taylor’s Version) певицы Тейлор Свифт, её 9-й чарттоппер. Тираж составил 291 тыс. эквивалентных единиц, включая 179 тыс. копий альбома (из них 50 тыс. цифровых загрузок всего альбома), 109 тыс. стрим-потоков SEA (что равно 142,98 млн on-demand стримов его песен, то есть аудио- плюс видеопотоки), 3000 трековых единиц TEA (покупки цифровые треков). Это ставит её на второе место в истории (вместе с Мадонной — 9) по числу альбомов среди женщин, достигших вершины чарта (опережая Джанет Джексон у которой семь альбомов номер один), позади Барбры Стрейзанд (11); среди всех лидируют у групп The Beatles (19), а среди всех солистов Jay-Z (14). Кроме того, Свифт стала первой певицей с девятью дебютами на № 1, опередив Бейонсе, Леди Гагу, Мадонну и Бритни Спирс (у всех по шесть). Свифт поставила ещё несколько рекордов. Она стала первой женщиной с тремя альбомами-чарттопперами менее чем за один год (прошлый рекорд был 14 месяцев у Донны Саммер: Live and More в ноябре 1978, Bad Girls в июне 1979 и On the Radio: Greatest Hits Volumes I & II в январе 1980). Её альбомы Folklore, Evermore и Fearless (Taylor’s Version) все возглавляли чарт за рекордный для женщин промежуток времени: 8 месяцев и 2 недели (быстрее был только Фьючер: 6 месяцев и 3 недели с тремя альбомами номер один в 2015—2016). Рекорд по времени между лидерством двух альбомов среди женщин: Свифт это сделала за 4 месяца между Evermore (26.12.2020) и Fearless (Taylor’s Version) (24.04.2021), побив свой же прошлый рекорд в 4 месяца и 2 недели между Folklore и Evermore. Рекорд среди групп принадлежит BTS, он равен чуть более 3 месяцев между Love Yourself: Tear (2.06.2018) и Love Yourself: Answer (8.09.2018). Лидер здесь Фьючер, чьи альбомы лидировали друг за другом две недели подряд: Future с 11.03.2017 и HNDRXX с 18.03.2017[18].
- 5 июня на первом месте дебютировал альбом Sour певицы Оливии Родриго с лучшими показателями продаж года. Тираж составил 295 тыс. эквивалентных единиц, включая 72 тыс. копий альбома, 218 тыс. стрим-потоков SEA (что равно 300,73 млн on-demand стримов его 11 песен, то есть аудио- плюс видеопотоки), 4000 трековых единиц TEA (покупки цифровые треков). Sour показал крупнейший для дебютанта показатель в эквивалентных единицах с 2014 года (когда начали это учитывать), а также вторую по величине неделю стриминга для альбома, не относящегося к R&B/хип-хопу, и вторую по величине для альбома любого жанра, созданного женщиной (после 307,07 млн стримов у Thank U, Next Арианы Гранде, 2019). Родриго первая женщина с дебютным альбомом на первом месте после 2018 года (Invasion of Privacy, Карди Би). Ранее три сингла с альбома вошли в десятку лучших Hot 100, включая два чарттоппера («Drivers License» и «Good 4 U»)[19].
- 12 июня на первое место с 74-го вернулась Тейлор Свифт с альбомом Evermore (4-я неделя его лидерства и второе возвращение на вершину). Причина такого резкого скачка в первом релизе этого диска на виниловых пластинках. В сумме это 53-я рекордная неделя Свифт на первом месте и лучший в истории показатель среди женщин (на втором месте Уитни Хьюстон, 46 недель № 1) и третье место среди всех исполнителей после The Beatles (132 недели № 1) и Элвиса Пресли (67). Тираж составил 202 тыс. эквивалентных единиц, включая 192 тыс. копий альбома (рекорд года; плюс 8307 %), 9 тыс. стрим-потоков SEA (что равно 12,4 млн on-demand стримов его 11 песен, то есть аудио- плюс видеопотоки), незначительное число трековых единиц TEA (покупки цифровые треков). Большая часть продаж пришлась на 102 тыс. виниловых пластинок (включая 40 тыс. в первые три дня), релиз которых произошёл 28 мая; это рекорд виниловых продаж с начала электронного подсчёта MRC Data в 1991 году (эра SoundScan). Другие продажи пришлись на компакт-диски (69 тыс. CD), компакт-кассеты (1000) и цифровые загрузки (21 тыс.)[20].
- 14 августа на первом месте дебютировал альбом Happier Than Ever певицы Билли Айлиш с тиражом 238 тыс. эквивалентных единиц, включая 153 тыс. копий продаж (Top Album Sales альбом недели), 84 тыс. SEA-единиц (или 113,87 млн on-demand стрим-потоков 16 песен альбома) и менее 1000 TEA-единиц. Многочисленные физические копии (8 цветных виниловых вариантов, 10 вариантов на CD, делюксовые бок-сеты) включают 129 тыс.копий (в том числе 73000 на виниле, 46000 на CD и около 10000 на кассетах) и 24 тыс. цифровых загрузок альбома. В результате первые 3 места в чарте занимают певцы подросткового возраста: 19-летняя Айлиш (№ 1), 17-летний The Kid Laroi (№ 2), 18-летняя Оливия Родриго (№ 3)[21].
- 4 сентября на первое место вернулась Оливия Родриго с альбомом Sour (5-я неделя его лидерства и третье возвращение на вершину). Причина такого резкого скачка кроется в первом релизе этого диска на виниловых пластинках. Тираж по данным MRC Data составил 133 тыс. эквивалентных единиц (плюс 133 %), включая 84 тыс. копий альбома (плюс 1201 %), из которых 76 тыс. виниловых пластинок (вторая по величине неделя продаж виниловых альбомов с тех пор, как MRC Data начала электронное отслеживание продаж в 1991 году, больше было только у альбома Свифт Evermore, когда в неделю на 3 июня 2021 было продано 102 тыс. виниловых пластинок), а также 48 тыс. стрим-потоков SEA (что равно 69,82 млн on-demand стримов его 11 песен, то есть аудио- плюс видеопотоки), 1000 трековых единиц TEA (покупки цифровые треков)[22].
- 11 сентября на первом месте дебютировал альбом Donda рэпера Канье Уэста с тиражом 309 тыс. эквивалентных единиц (лучший результат одной недели за весь год), включая 37 тыс. копий продаж, 272 тыс. SEA-единиц (или 357,39 млн on-demand стрим-потоков 27 песен альбома) и менее 1000 TEA-единиц. Это его 10-й чарттоппер в Billboard 200 (и все на вершине дебютировали), больше только у The Beatles (19), Jay-Z (14), Брюса Спрингстина (11), Барбры Стрейзанд (11), Эминема (10), Элвиса Пресли (10). В ожидании своей «десятки» те, у кого по 9 номеров один: Гарт Брукс, Кенни Чесни, Дрейк, Мадонна, The Rolling Stones и Тейлор Свифт. Двое из них вскоре могут догнать Уэста, так как осенью выходят их новые альбомы: Дрейк (Certified Lover Boy, сентябрь) и Свифт (Red (Taylor’s Version), ноябрь)[23]. И Дрейк это сделал 18 сентября[24].
- 2 октября альбом Certified Lover Boy Дрейка находился на первом месте третью неделю подряд, а в сумме всех его десяти альбомов-чарттопперов это уже 30-я неделя его лидерства. За последние десять лет (2010-е и 2020-е) это больше любого другого исполнителя-мужчины и третье место после Тейлор Свифт (42) и Адель (34). За всю 65-летнюю историю лидирует группа The Beatles (132 недели на № 1 по сумме всех их альбомов)[25].
- 16 октября на первое место со 157-го вернулся альбом Fearless (Taylor’s Version) Тейлор Свифт в связи с его релизом на компакт-дисках и виниле. Это 53-я неделя лидерства альбомов Свифт в этом хит-параде в сумме и это третье место в истории (после The Beatles и Элвиса Пресли, 132 и 67). Тираж составил 152 тыс. эквивалентных единиц, включая 146 тыс. копий продаж (рост на 15 807 %), 6 тыс. SEA-единиц (или 8,72 млн on-demand стрим-потоков песен альбома) и менее 1000 TEA-единиц. Из 146 000 проданных копий за неделю продажи компакт-дисков составили 77 000, а продажи виниловых пластинок — 67 000. Также продано около 1000 в кассетах и ещё 1000 в цифровом формате. Подписанные лично Свифт компакт-диски был проданы только через интернет-магазин певицы в течение ограниченного времени, во время окна предварительного заказа в конце сентября. Свифт написала в Твиттере, что подписала столько копий, что она «может никогда больше не написать то же самое», поскольку её рука «теперь застыла в постоянной форме когтя». На сегодняшний день общий объем продаж альбома Fearless (Taylor’s Version) составляет 400 000 единиц, продажи компакт-дисков составляют 264 000 из этой суммы. 67 тыс. виниловых пластинок — это 4-й результат за всю историю эры MRC Data (с 1991 года) после Evermore (102000 пластинок за первую неделю продаж, 12 июня 2021, Свифт), Sour (76000; 4 сентября, Родриго) и Happier Than Ever (73000; 14 августа, Айлиш). Fearless (Taylor’s Version) был выпущен в двух виниловых изданиях: версия в золотом цвете, которая продавалась через интернет-магазин певицы и была широко доступна для всех розничных продавцов, и издание красного цвета, эксклюзивно для Target. С ростом продаж альбома Fearless (Taylor’s Version) его текущие продажи выросли до 400000 в США, что делает его альбомом № 2 по продажам в 2021 году, уступая только собственному релизу Свифт Evermore, который имеет 434 000 проданных копий в 2021 году. Альбом № 3 по продажам в 2021 году — это альбом Родриго Sour 2021 года с 378 000 копий. Таким образом, у Свифт есть альбомы 2021 года по продажам под номерами 1 и 2, а также № 7 (Folklore, самый продаваемый альбом 2020 года, с тиражом 228000 в 2021 году)[26].
- 13 ноября на первом месте дебютировал альбом = британского певца Эда Ширана, его четвёртый чарттоппер, после No. 6 Collaborations Project (2019), ÷ (2017) и x (2014). Тираж составил 118 тыс. эквивалентных единиц, включая 68000 продаж (№ 1 недели) и 46500 стрим-потоков[27].
- 27 ноября на первом месте дебютировал альбом Red (Taylor's Version) певицы Тейлор Свифт, её 10-й чарттоппер и это второй в истории женский результат после Барбры Стрейзанд (11) и больше чем у идущей третьей Мадонны(9); среди всех лидируют у групп The Beatles (19), а среди всех солистов Jay-Z (14). Тираж составил 605 тыс. эквивалентных единиц, включая 369 тыс. традиционных копий альбома (CD, digital download, и них 114,000 тыс. виниловые LP всего альбома, что есть абсолютный рекорд в истории MRC Data с 1991 года), 227 тыс. стрим-потоков SEA (что равно 303,23 млн on-demand стримов его песен, то есть аудио- плюс видеопотоки всех 30 треков), 9000 трековых единиц TEA (покупки цифровые треков). Это самое быстрое накопление четырех альбомов № 1 сольным исполнителем: Свифт это сделала за чуть менее 16 месяцев (или 68 недель). Это самый быстрый результат, за который сольный исполнитель набрал четыре места номер один № 1 с тех пор, как Billboard 200 начал регулярно публиковаться еженедельно в марте 1956 года. Раньше среди солистов рекордсменом был Элтон Джон, который заработал четыре первых места быстрее всех, имея всего 69 недель между его последними четырьмя первыми позициями в 1974-75 годах. Альбомный квартет Свифт начался немногим менее года и четырех месяцев назад, когда Folklore дебютировал на № 1 в чарте от 8 августа 2020 года. За ним последовали Evermore (26 декабря 2020), Fearless (Taylor’s Version) (24 апреля 2021) и теперь Red (Taylor’s Version) (27 ноября 2021). У Элтона Джона сходный «квартет» (из его 7) начался с Caribou (14 июля 1974), а затем последовали Greatest Hits (30 ноября 1974), Captain Fantastic и Brown Dirt Cowboy (7 июня 1974) и Rock of the Westies (8 ноября 1975). (Все семь первых номеров Джона вышли в период с 15 июля 1972 года по 8 ноября 1975 года). Среди всех артистов, включая дуэты и группы, последним исполнителем, который собрал четыре № 1 быстрее, чем Свифт, была группа The Monkees в 1967 году. Квартет собрал все четыре из своих № 1 всего за 13 месяцев (55 недель). Группа, созданная для телевидения, быстро заняла все четыре своих первых места подряд со своим одноименным альбомом (он достиг первого места 12 ноября 1966 года), More of the Monkees (11 февраля 1967 года), Headquarters (24 июня 1967) и Pisces, Aquarius, Capricorn, and Jones LTD. (2 декабря 1967)[28].
- 4 декабря на первом месте дебютировал альбом 30 британской певицы Адель, её 3-й чарттоппер после 25 (10 недель на № 1 в 2015-16) и 21 (24 недель № 1 в 2011-12). Тираж составил 839 тыс. эквивалентных единиц (рекорд 2021 года), включая 692 тыс. традиционных копий альбома (из них 205 тыс. цифровых загрузок и 487 тыс. физических продаж, в том числе 378 тыс. CD, 108 тыс. виниловые LP всего альбома, 2 тыс. кассет), что есть второй показатель по винилу в истории MRC Data с 1991 года (после Red (Taylor’s Version)), 141 тыс. стрим-потоков SEA (что равно 185,39 млн on-demand стримов его песен, то есть аудио- плюс видеопотоки всех 12 треков), 6000 трековых единиц TEA (покупки цифровые треков). Цифра в 692 тыс. традиционных копий альбома это рекорд с 2017 года, когда больше было только у Reputation (16 ноября 2017 года, 1,216 млн копий). На 7-м месте дебютировал альбом каверов Raise the Roof дуэта Роберта Планта и Элисон Краус[29].

## Список 2021 года
| Дата        | Альбом № 1 недели           | Исполнитель                | Ссылка               |
| ----------- | --------------------------- | -------------------------- | -------------------- |
| 3 января    | Evermore                    | Тейлор Свифт               | [ 9 ] [ 30 ]         |
| 9 января    | Whole Lotta Red             | Playboi Carti              | [ 31 ]               |
| 16 января   | Evermore                    | Тейлор Свифт               | [ 11 ] [ 32 ]        |
| 23 января   | Dangerous: The Double Album | Морган Уоллен              | [ 12 ] [ 33 ]        |
| 30 января   | Dangerous: The Double Album | Морган Уоллен              | [ 34 ]               |
| 6 февраля   | Dangerous: The Double Album | Морган Уоллен              | [ 13 ]               |
| 13 февраля  | Dangerous: The Double Album | Морган Уоллен              | [ 35 ]               |
| 20 февраля  | Dangerous: The Double Album | Морган Уоллен              | [ 14 ]               |
| 27 февраля  | Dangerous: The Double Album | Морган Уоллен              | [ 15 ]               |
| 6 марта     | Dangerous: The Double Album | Морган Уоллен              | [ 16 ]               |
| 13 марта    | Dangerous: The Double Album | Морган Уоллен              | [ 36 ]               |
| 20 марта    | Dangerous: The Double Album | Морган Уоллен              | [ 37 ]               |
| 27 марта    | Dangerous: The Double Album | Морган Уоллен              | [ 38 ]               |
| 3 апреля    | Justice                     | Джастин Бибер              | [ 17 ]               |
| 10 апреля   | SoulFly                     | Rod Wave                   | [ 39 ]               |
| 17 апреля   | Justice                     | Джастин Бибер              | [ 40 ] [ 41 ]        |
| 24 апреля   | Fearless (Taylor’s Version) | Тейлор Свифт               | [ 18 ] [ 42 ]        |
| 1 мая       | Slime Language 2            | Янг Таг и YSL Records      | [ 43 ]               |
| 8 мая       | A Gangsta’s Pain            | Moneybagg Yo               | [ 44 ]               |
| 15 мая      | Khaled Khaled               | DJ Khaled                  | [ 45 ]               |
| 22 мая      | A Gangsta’s Pain            | Moneybagg Yo               | [ 46 ]               |
| 29 мая      | The Off-Season              | J. Cole                    | [ 47 ]               |
| 5 июня      | Sour                        | Оливия Родриго             | [ 19 ] [ 48 ]        |
| 12 июня     | Evermore                    | Тейлор Свифт               | [ 20 ] [ 49 ]        |
| 19 июня     | The Voice of the Heroes     | Lil Baby и Lil Durk        | [ 50 ] [ 51 ]        |
| 26 июня     | Hall of Fame                | Polo G                     | [ 52 ] [ 53 ]        |
| 3 июля      | Sour                        | Оливия Родриго             | [ 54 ] [ 55 ]        |
| 10 июля     | Call Me If You Get Lost     | Tyler, the Creator         | [ 56 ] [ 57 ]        |
| 17 июля     | Sour                        | Оливия Родриго             | [ 58 ] [ 59 ]        |
| 24 июля     | Sour                        | Оливия Родриго             | [ 60 ] [ 61 ]        |
| 31 июля     | Faith                       | Pop Smoke                  | [ 62 ] [ 63 ]        |
| 7 августа   | F*ck Love                   | The Kid Laroi              | [ 64 ] [ 65 ]        |
| 14 августа  | Happier Than Ever           | Билли Айлиш                | [ 21 ] [ 66 ]        |
| 21 августа  | Happier Than Ever           | Билли Айлиш                | [ 67 ] [ 68 ]        |
| 28 августа  | Happier Than Ever           | Билли Айлиш                | [ 69 ] [ 70 ]        |
| 4 сентября  | Sour                        | Оливия Родриго             | [ 22 ] [ 71 ]        |
| 11 сентября | Donda                       | Канье Уэст                 | [ 23 ] [ 72 ]        |
| 18 сентября | Certified Lover Boy         | Дрейк                      | [ 24 ] [ 73 ]        |
| 25 сентября | Certified Lover Boy         | Дрейк                      | [ 74 ] [ 75 ]        |
| 2 октября   | Certified Lover Boy         | Дрейк                      | [ 25 ] [ 76 ]        |
| 9 октября   | Sincerely, Kentrell         | YoungBoy Never Broke Again | [ 77 ] [ 78 ]        |
| 16 октября  | Fearless (Taylor’s Version) | Тейлор Свифт               | [ 26 ] [ 79 ]        |
| 23 октября  | Certified Lover Boy         | Дрейк                      | [ 80 ] [ 81 ] [ 82 ] |
| 30 октября  | Punk                        | Янг Таг                    | [ 83 ]               |
| 6 ноября    | Certified Lover Boy         | Дрейк                      | [ 84 ] [ 85 ]        |
| 13 ноября   | =                           | Эд Ширан                   | [ 27 ]               |
| 20 ноября   | Still Over It               | Summer Walker              | [ 86 ] [ 87 ]        |
| 27 ноября   | Red (Taylor's Version)      | Тейлор Свифт               | [ 28 ] [ 88 ]        |
| 4 декабря   | 30                          | Адель                      | [ 29 ] [ 89 ]        |
| 11 декабря  | 30                          | Адель                      | [ 90 ]               |
| 18 декабря  | 30                          | Адель                      | [ 91 ] [ 92 ]        |
| 25 декабря  | 30                          | Адель                      | [ 93 ]               |